# Pseudosphyrapus azorensis
Pseudosphyrapus azorensis is een naaldkreeftjessoort uit de familie van de Sphyrapidae. De wetenschappelijke naam van de soort is voor het eerst geldig gepubliceerd in 2012 door Larsen.